# Municipio de Centralia (Misuri)
El municipio de Centralia (en inglés: Centralia Township) es un municipio ubicado en el condado de Boone en el estado estadounidense de Misuri. En el año 2010 tenía una población de 4906 habitantes y una densidad poblacional de 61,8 personas por km².

## Geografía
El municipio de Centralia se encuentra ubicado en las coordenadas 39°11′35″N 92°9′32″O / 39.19306, -92.15889. Según la Oficina del Censo de los Estados Unidos, el municipio tiene una superficie total de 79.38 km², de la cual 79,11 km² corresponden a tierra firme y (0,34 %) 0,27 km² es agua.

## Demografía
Según el censo de 2010, había 4906 personas residiendo en el municipio de Centralia. La densidad de población era de 61,8 hab./km². De los 4906 habitantes, el municipio de Centralia estaba compuesto por el 96,86 % blancos, el 0,88 % eran afroamericanos, el 0,45 % eran amerindios, el 0,18 % eran asiáticos, el 0,47 % eran de otras razas y el 1,16 % eran de una mezcla de razas. Del total de la población el 1,43 % eran hispanos o latinos de cualquier raza.